# Miami (Arizona)
Miami (apatxe occidental: Goshtłʼish Tú) és un poble dels Estats Units a l'estat d'Arizona. Segons el cens del 2007 tenia 1.794 habitants.

## Demografia
Segons el cens del 2000, Miami tenia 1.936 habitants, 754 habitatges, i 493 famílies La densitat de població era de 778,6 habitants/km².
Dels 754 habitatges en un 31,6% hi vivien nens de menys de 18 anys, en un 42,7% hi vivien parelles casades, en un 16,8% dones solteres, i en un 34,5% no eren unitats familiars. En el 31% dels habitatges hi vivien persones soles el 15,8% de les quals corresponia a persones de 65 anys o més que vivien soles. El nombre mitjà de persones vivint en cada habitatge era de 2,57 i el nombre mitjà de persones que vivien en cada família era de 3,21.
Per edats la població es repartia de la següent manera: un 29,7% tenia menys de 18 anys, un 8,3% entre 18 i 24, un 24% entre 25 i 44, un 20,9% de 45 a 60 i un 17,1% 65 anys o més.
L'edat mediana era de 36 anys. Per cada 100 dones de 18 o més anys hi havia 93,6 homes.
La renda mediana per habitatge era de 27.196 $ i la renda mediana per família de 30.625 $. Els homes tenien una renda mediana de 28.250 $ mentre que les dones 18.026 $. La renda per capita de la població era de 13.674 $. Aproximadament el 20,5% de les famílies i el 23,6% de la població estaven per davall del llindar de pobresa.

## Poblacions més properes
El següent diagrama mostra les poblacions més properes.